# Arditi del Popolo

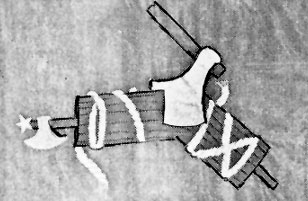
O símbolo do Arditi del Popolo, o machado que quebra os fasces, (simbolo do fascismo).

O Arditi del Popolo foi uma organização antifascista que surgiu no verão de 1921 na Itália. Foi formada devido uma divisão da seção romana dos Arditi da Itália, grupo de veteranos da Primeira Guerra Mundial. Foi uma organização de inspiração sindicalista revolucionária ou de seguidores de Gabriele d'Annunzio liderados pelo simpatizante anarquista Argo Secundário e apoiada pelo futurista Mario Carli.